# Stavoren

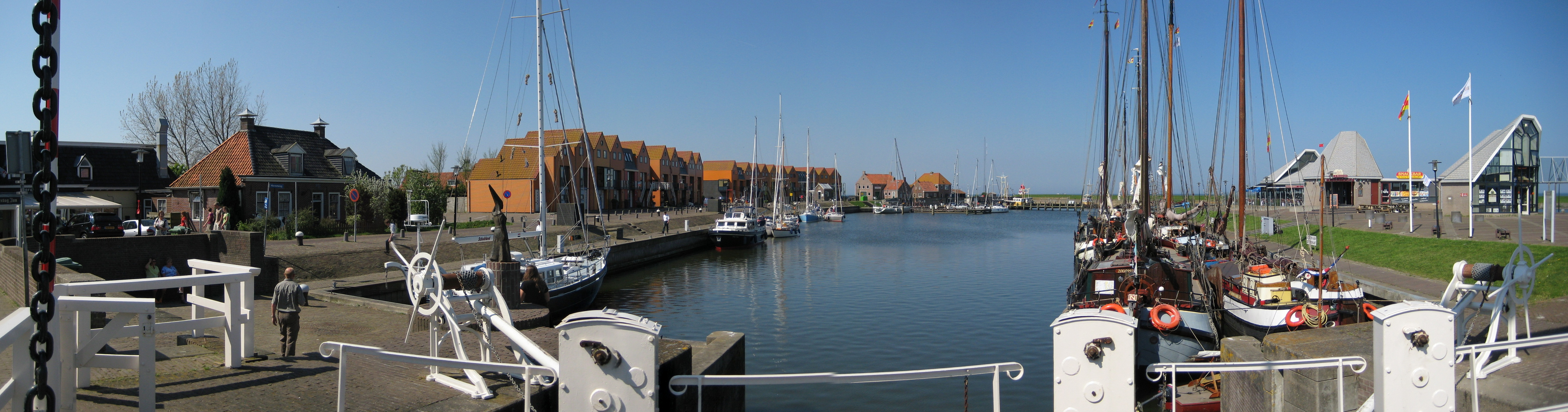
Frisia (Paesi Bassi): panoramica del porto di Stavoren

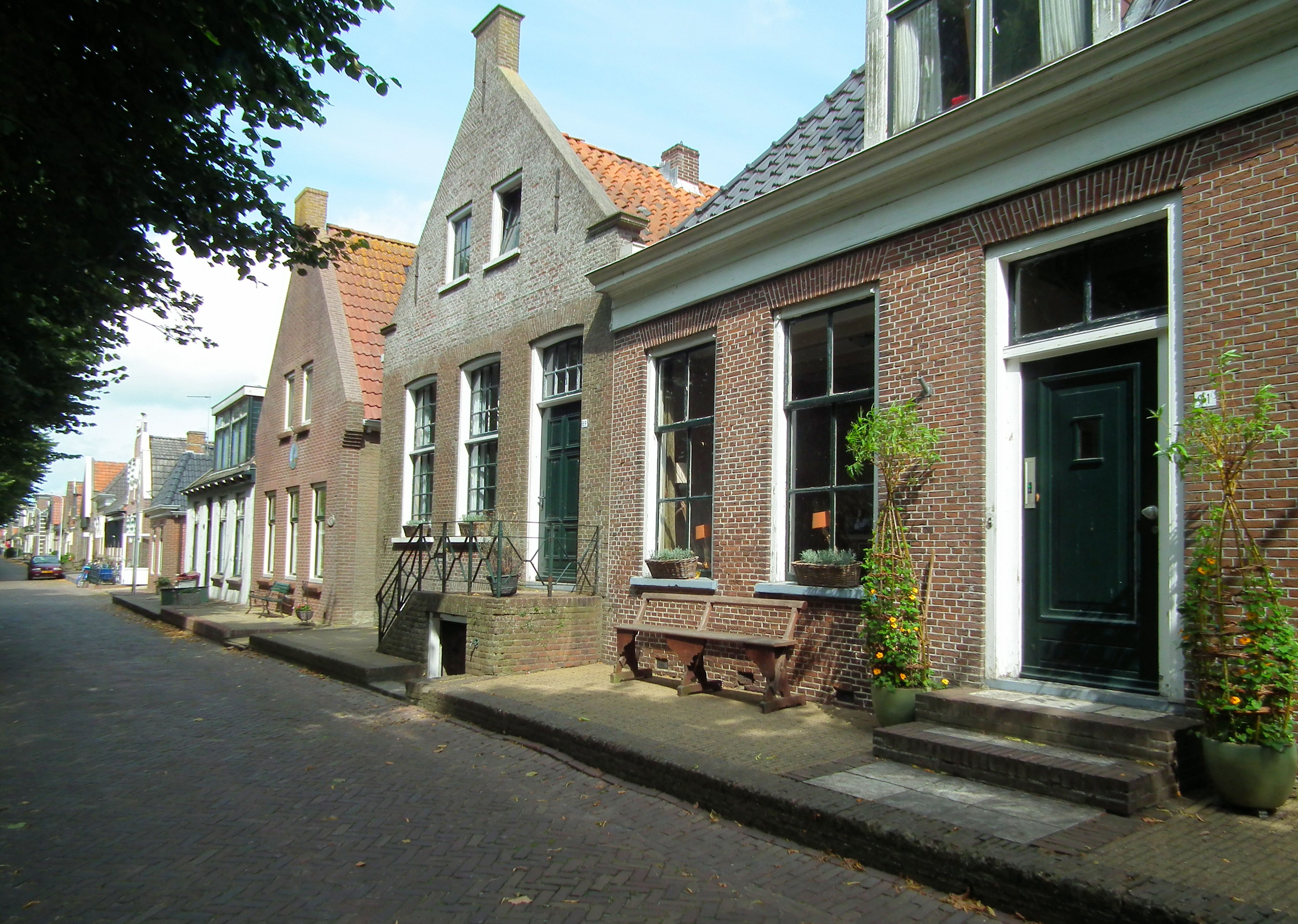
Edifici di Stavoren

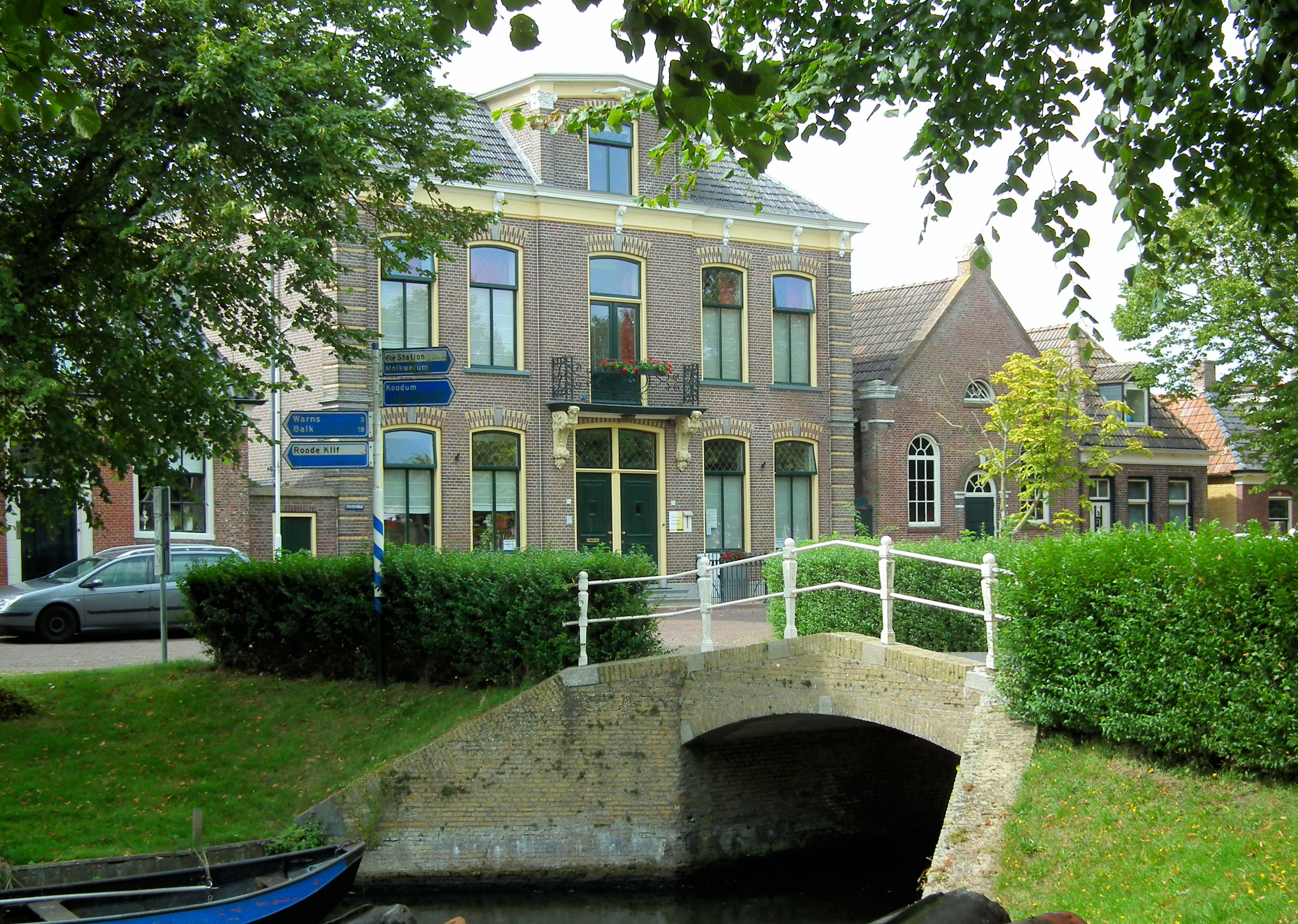
Stavoren: il municipio

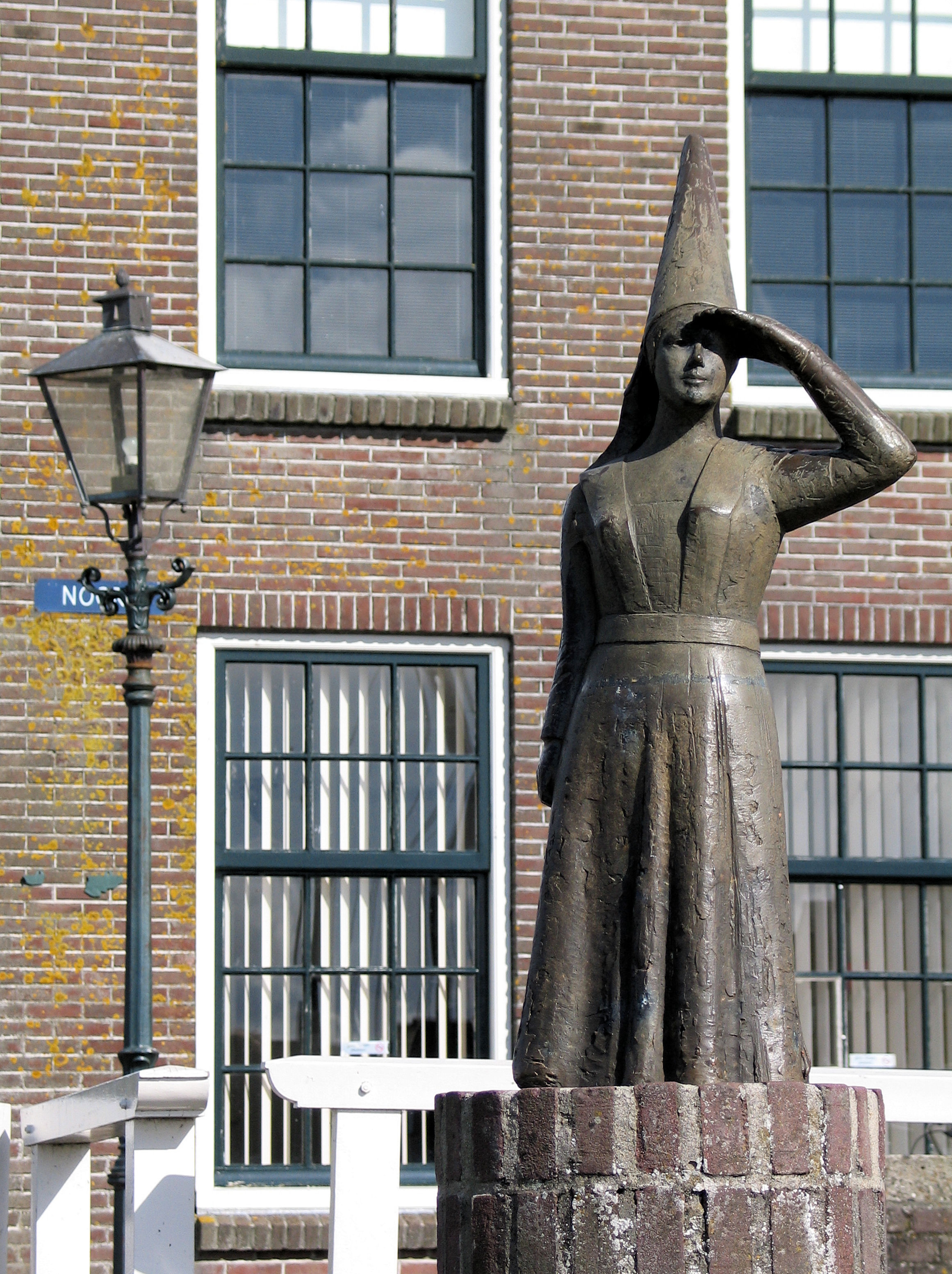
La Vrouwtje van Stavoren

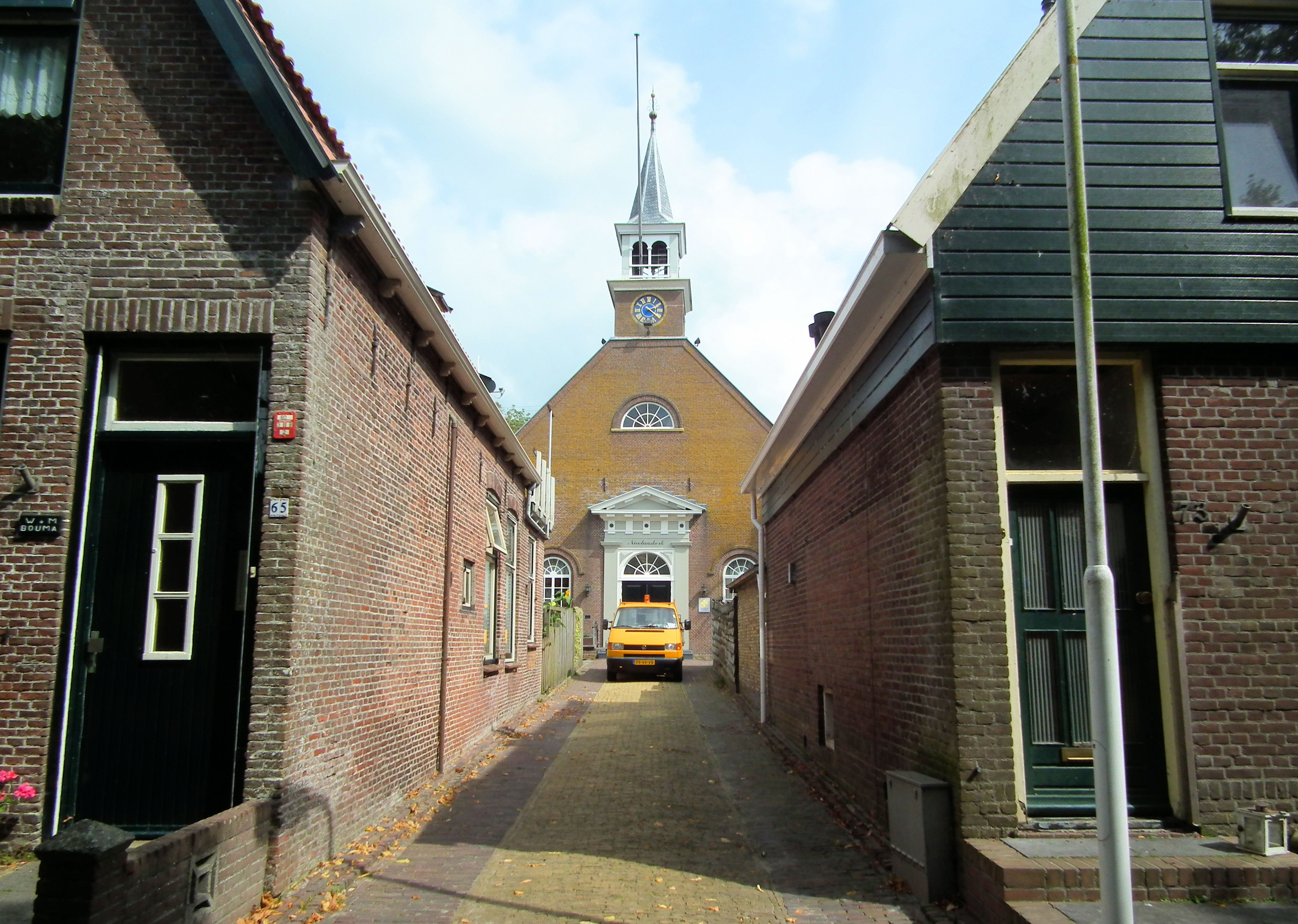
Stavoren: la Chiesa di San Nicola, edificio classificato come rijksmonument

Stavoren (un tempo: Staveren; in frisone: Starum; 0,288 km²; 900 ab. circa) è una cittadina sull'IJsselmeer (ex-Zuiderzee) della costa sud-occidentale della Frisia (Friesland /Fryslân), nel nord-est dei Paesi Bassi, situata allo sbocco del Canale Johan Friso (Johan Frisokanaal) Dal punto di vista amministrativo, si tratta di un ex-comune, dal 1984 inglobato nel comune di Nijefurd, comune a sua volta inglobato dal 2011 nella neo-nata municipalità di Súdwest-Fryslân.
Sviluppatasi come villaggio di pescatori e un tempo anche porto per le grandi navi, la località fu membro della Lega anseatica.

## Geografia fisica

### Collocazione
Stavoren si trova nell'estremità sud-occidentale della provincia della Frisia, ad ovest della regione del Gaasterland ed è situata a circa 10 km a sud di Hindeloopen e a circa 25 km ad ovest di Frisia. Località vicine sono Koudum, Rijsterbos e Oudemirdum.

## Storia
La città di Stavoren, o Staveren, com'era chiamata un tempo, fu fondata nel Medioevo lungo un fiumiciattolo che sfociava nel Vlie, che rappresentava allora il collegamento tra il Flevomeer e il Mare del Nord.
Nell'837, fu fondato a Staveren un monastero dal monaco Odolfo, in seno al suo tentativo di cristianizzazione del popolo frisone.
Nel 1061, Staveren ottenne lo status di città, conferitole dal conte Egbert, membro di una famiglia tedesca, i Brunonen, che in quell'epoca regnava in Frisia.
In seguito, la cittadina si sviluppò come porto per la pesca delle aringhe. La prosperità commerciale di Staveren durò però soltanto fino agli inizi del XV secolo.
Staveren conobbe tuttavia un nuovo periodo di prosperità a partire dall'inizio del XVI secolo, quando fu ampliata con la costruzione di alcune fortificazioni.
Tra il 1602 e il 1616, Staveren era controllata da Adam Westerman, che cambiò il nome della città in "Stavoren". Sotto il suo dominio, la città fu dotata di 70 grandi navi, che viaggiavano in direzione, tra l'altro, delle isole orientali e della Francia.
|  |

Il dominio in campo navale di Stavoren durò però fino agli inizi del XVIII secolo, quando il porto iniziò progressivamente ad insabbiarsi e molte famiglie della città dedite alla navigazione furono costrette a trasferirsi.
Un nuovo colpo di grazia all'attività marittima di Stavoren fu dato anche dalla quarta guerra inglese (1780-1784).
Tutto ciò provocò anche un calo demografico: dai 1 604 abitanti del 1704 si passò ai 1235 del 1794 e ai 574 del 1815.
A partire dal 1966, la cittadina poté giovarsi del collegamento con il Canale Johan Friso per uno sviluppo dal punto di vista turistico.
Nel 1984, la cittadina cessò di essere un comune indipendente.

## Stemma
Lo stemma di Stavoren si configura come uno scudo dai colori giallo e rosso con una corona e due pastorali incrociati.
|  |

## Monumenti e luoghi d'interesse

### Oude Haven
Sull'Oude Haven ("Vecchio porto") sorgono il ponte mobile, la stazione marittima e la stazione ferroviaria che collega Stavoren a Sneek.

#### Het Vrouwtje van Stavoren
Sull'Oude Haven si trova una celebre scultura, Het Vrouwtje van Stavoren ("La donnetta di Stavoren"), scultura raffigurante una vecchia donna, che - secondo la leggenda - sarebbe stata la più importante armatrice della città: si dice che un giorno sarebbe stata così arrabbiata perché una nave non tornò carica d'oro, da gettare in mare tutto il grano contenuto nella stiva, tanto da causare l'insabbiamento del porto di Stavoren.
|  |  |

## Sport
- Stavoren è una della undici località comprese nel percorso della Elfstedentocht, una gara di pattinaggio su ghiaccio di 200 chilometri che si svolge dal 1909 e che tocca anche le città di Leeuwarden (luogo di partenza e di arrivo), Skeen, IJlst, Sloten, Hindeloopen, Workum, Bolsward, Harlingen, Franeker e Dokkum.[10]
- La squadra di calcio locale è il VV QVC[11]